# Aurelia
Az Aurelia a kehelyállatok (Scyphozoa) osztályának zászlószájú medúzák (Semaeostomeae) rendjébe, ezen belül az Ulmaridae családjába tartozó nem.

## Rendszerezés
A nembe az alábbi 9 faj tartozik:
- fülesmedúza (Aurelia aurita) (Linnaeus, 1758)
- Aurelia coerulea von Lendenfeld, 1884
- Aurelia colpota Brandt, 1838
- Aurelia cruciata Haeckel, 1880
- Aurelia labiata Chamisso & Eysenhardt, 1821
- Aurelia limbata (Brandt, 1835)
- Aurelia maldivensis Bigelow, 1904
- Aurelia relicta Scorrano, Aglieri, Boero, Dawson & Piraino, 2017
- Aurelia solida Browne, 1905

Korábban még 3 másik taxonnév is idetartozott, azonban azok a fentiek szinonimáinak bizonyultak, vagy át lettek helyezve más nemekbe.

## Képek

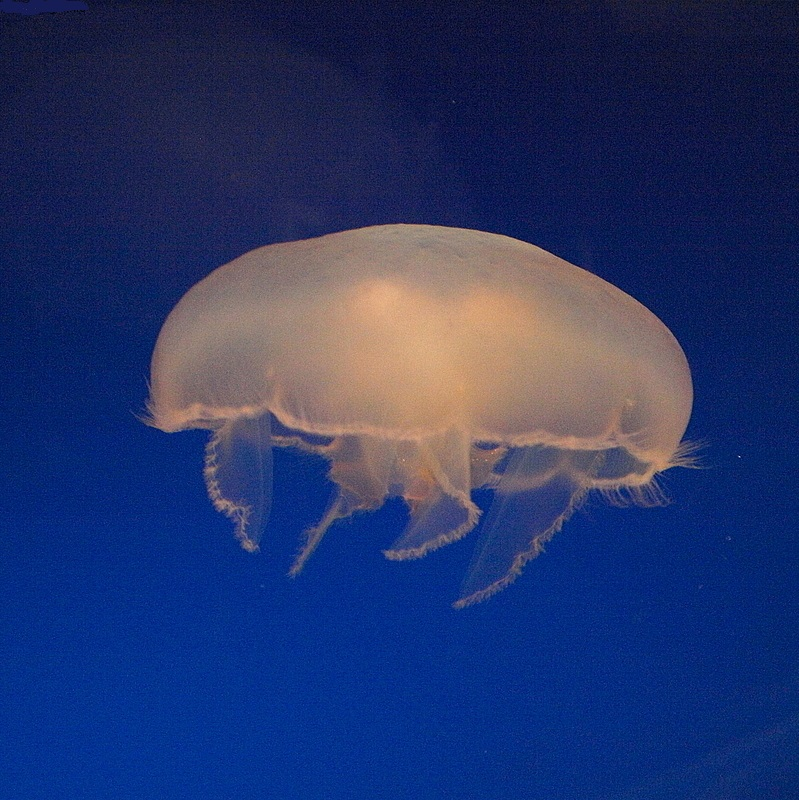
Aurelia labiata
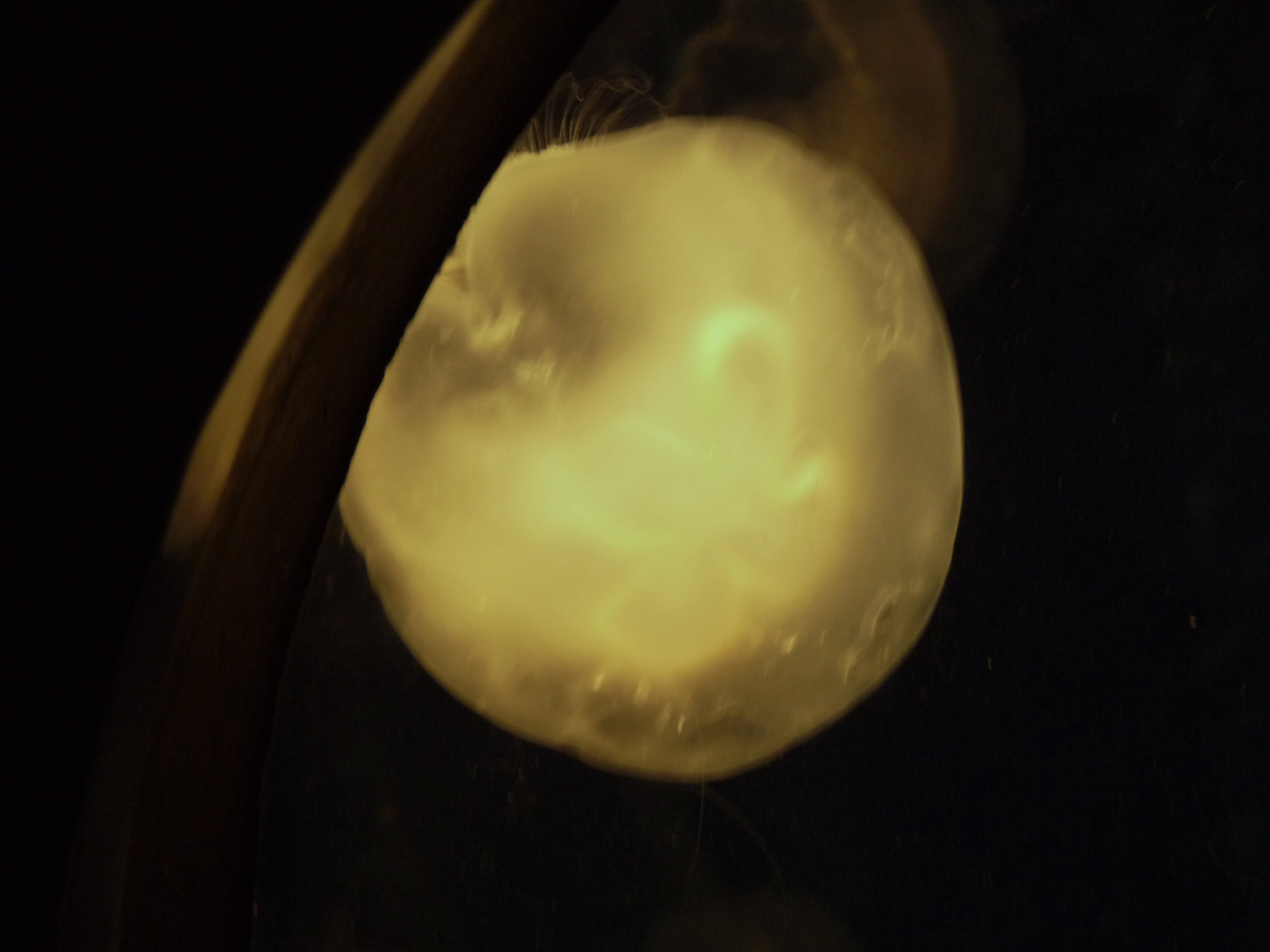
Aurelia limbata